# Ant-Man (film)
Ant-Man – amerykański fantastycznonaukowy heist film z 2015 roku na podstawie serii komiksów o superbohaterze o tym samym pseudonimie wydawnictwa Marvel Comics. Za reżyserię odpowiadał jest Peyton Reed na podstawie scenariusza Edgara Wrighta, Joego Cornisha, Adama McKaya i Paula Rudda. Tytułową rolę zagrał Paul Rudd, a obok niego w głównych rolach wystąpili: Evangeline Lilly, Corey Stoll, Bobby Cannavale, Michael Peña, Tip „T.I.” Harris, Anthony Mackie, Wood Harris, Judy Greer, David Dastmalchian i Michael Douglas.
Główny bohater filmu, złodziej Scott Lang musi się pogodzić z nową rolą superbohatera, który posiada niezwykłą umiejętność zmniejszania rozmiaru z jednoczesnym zwiększaniem swojej siły. Wraz ze swoim mentorem, doktorem Hankiem Pymem, chronią tajemnice i stawiają czoła zagrożeniom.
Ant-Man wchodzi w skład II Fazy Filmowego Uniwersum Marvela, jest to dwunastym filmem należącym do tej franczyzy i stanowi część jej pierwszego rozdziału zatytułowanego Saga Nieskończoności. Jego kontynuacja Ant-Man i Osa miała premierę w 2018 roku, a trzecia część, Ant-Man i Osa: Kwantomania, zadebiutowała w 2023 roku.
Światowa premiera filmu miała miejsce 29 czerwca 2015 roku w Los Angeles. W Polsce zadebiutował on 17 lipca tego samego roku. Przy budżecie 130 milionów dolarów Ant-Man zarobił prawie 520 milionów dolarów. Otrzymał on również pozytywne oceny od krytyków.

## Streszczenie fabuły
W 1989 roku, naukowiec Hank Pym odchodzi z T.A.R.C.Z.Y., kiedy dowiaduje się, że organizacja ta próbowała odtworzyć jego technologię zmniejszania „Ant-Man”. Wierząc, że technologia ta jest niebezpieczna, postanawia strzec jej tajemnicy, tak długo, jak żyje. Współcześnie, jego córka Hope Van Dyne i protegowany Darren Cross zmusili go do ustąpienia z własnej firmy, Pym Technologies. Cross jest bliski odtworzenia technologii zmniejszania pod nazwą „Yellowjacket”, czym zaniepokojona jest Hope .
Po wyjściu z więzienia, złodziej Scott Lang, wprowadza się do swojego kolegi z celi, Luisa. Podczas niezapowiedzianej wizyty u swojej córki Cassie zostaje upomniany przez swoją byłą żonę Maggie i jej narzeczonego, detektywa policji, Jamesa Paxtona o alimenty. Z powodu karalności, Langowi jest ciężko utrzymać legalną pracę, dlatego zgadza się na skok z ekipą Luisa. Lang włamuje się do domu, łamiąc jego zabezpieczenia, ale znajduje tam tylko coś co uznaje za stary kombinezon motocyklowy i zabiera go do domu. Po założeniu kombinezonu, Lang przypadkowo się kurczy do rozmiarów owada. Przerażony tym doświadczeniem, zwraca garnitur, ale w drodze powrotnej zostaje zatrzymany przez policję. Pym, który jest właścicielem tego domu, odwiedza Langa w więzieniu, przemyca kombinezon, aby pomóc mu uciec .

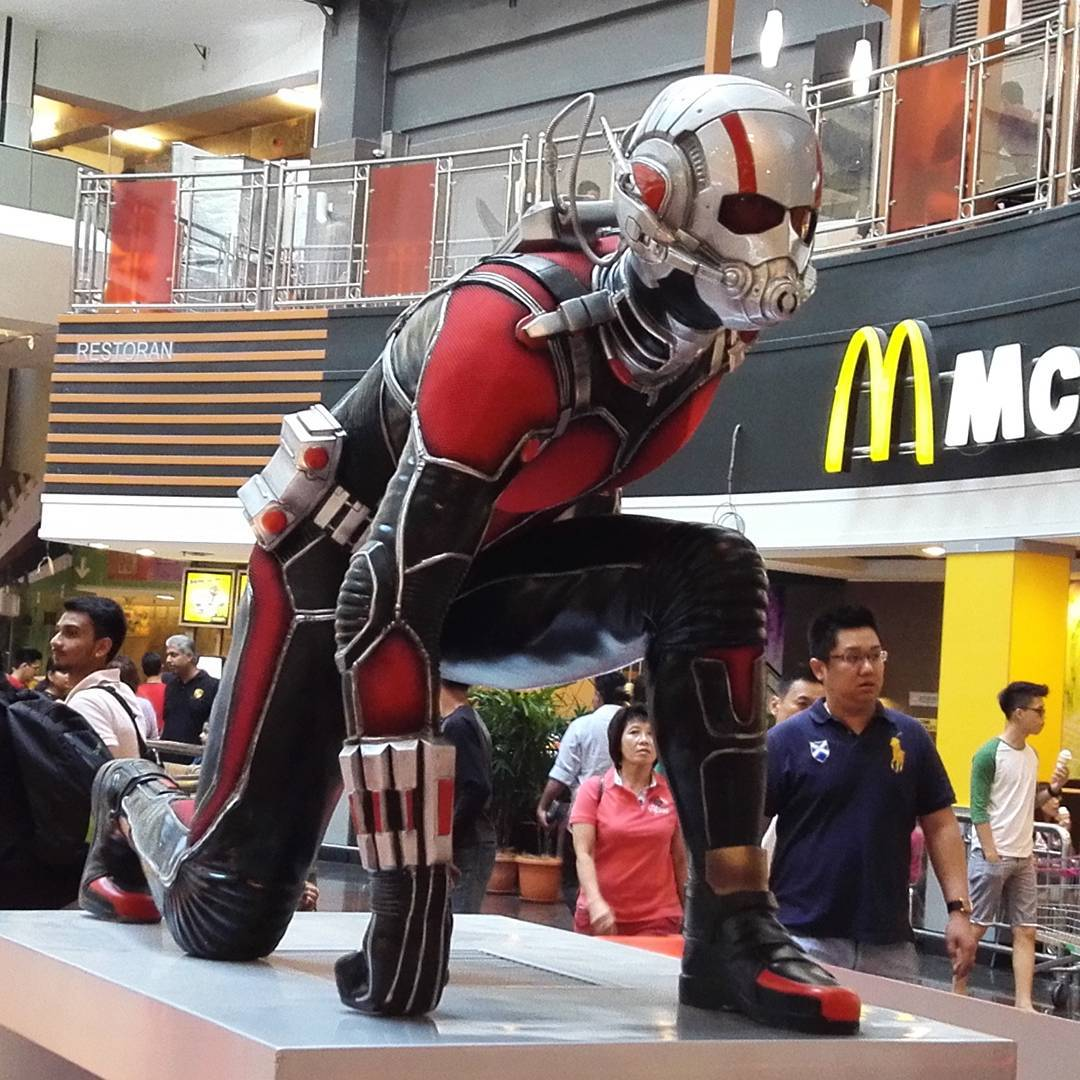
Figura przedstawiająca filmowego Ant-Mana

W domu Pyma, okazuje się, że ten zmanipulował nieświadomego Luisa, aby Lang wziął udział w kradzieży kombinezonu i stał się nowym Ant-Manem. Pym chce, aby wykradł on technologię Crossa. Pomimo napiętych stosunków z ojcem, Hope Van Dyne pomaga Langowi posługiwać się kombinezonem i komunikować z mrówkami. Lang zostaje wysłany do siedziby Avengers, aby wykraść niezbędne urządzenie, gdzie przychodzi mu walczyć z Samem Wilsonem. Van Dyne, która ma żal do ojca za śmierć matki, Janet Van Dyne, dowiaduje się od ojca, że matka zniknęła w świecie subatomowych kwantów, kiedy powstrzymywała pocisk radziecki jako Osa. Pym ostrzega Langa, że może go spotkać podobny los, kiedy zepsuje regulator w kombinezonie .
Cross organizuje uroczyste pokazanie technologii „Yellowjacket” w siedzibie firmy. Lang, wraz Luisem, jego kolegami i rojem latających mrówek włamuje się do budynku w trakcie wydarzenia, sabotuje serwery firmy i zakłada ładunki wybuchowe. Kiedy próbuje wykraść Yellowjacket, zostaje złapany razem Pymem i Van Dyne przez Crossa. Cross zamierzał sprzedać swój kombinezon oraz kombinezon Ant-Mana Hydrze, którą reprezentuje były agent T.A.R.C.Z.Y., Mitchell Carson. Langowi udaje się uwolnić i razem z Van Dyne obezwładniają agentów Hydry. Carsonowi udaje się uciec z cząsteczkami technologii niezbędnej do zmniejszania. Kiedy Scott opuszcza budynek, zostaje on wysadzony .
Cross zakłada kombinezon Yellowjacket i walczy z Langiem. Cross bierze za zakładnika Cassie. Lang psuje regulator i kurczy się do rozmiarów subatomowych. Dostaje się do wewnątrz kombinezonu Crossa, psując jego kombinezon spowodował ciągłe zmniejszanie się i ostatecznie zniknięcie Crossa. Langowi udaje się odwrócić skutki i powrócić do makroskopowego świata. W uznaniu za bohaterstwo Langa, Paxton poręcza za niego, aby nie trafił ponownie do więzienia. Pym po powrocie Langa ze świata kwantowego, zastanawia się czy jego żona nadal żyje. Lang spotyka się z Luisem, który mówi mu, że szuka go Wilson .
W scenie w trakcie napisów, Pym pokazuje Van Dyne nowy kombinezon Osy i oferuje go jej. W scenie po napisach Wilson, Steve Rogers odnajdują Bucky’ego Barnesa. Z powodów nieporozumień nie mogą się skontaktować ze Starkiem, wtedy Wilson mówi, że zna kogoś, kto może im pomóc .

## Obsada
| Polski dubbing |
| • Piotr Adamczyk jako Scott Lang / Ant-Man • Aneta Todorczuk-Perchuć jako Hope Van Dyne • Szymon Bobrowski jako Darren Cross / Yellowjacket • Przemysław Sadowski jako James Paxton • Antoni Pawlicki jako Luis • Wojciech Żołądkowicz jako Dave • Mateusz Damięcki jako Sam Wilson / Falcon • Jakub Wieczorek jako Gale • Anna Gajewska jako Maggie Lang • Karol Wróblewski jako Kurt • Olgierd Łukaszewicz jako Hank Pym |

- Paul Rudd jako Scott Lang / Ant-Man, były inżynier w VistaCorp i kryminalista, który po wyjściu z więzienia staje się posiadaczem kombinezonu, który pozwala mu się zmniejszyć do rozmiarów owada. Jest byłym mężem Maggie, z którą ma córkę Cassie[8][9].
- Evangeline Lilly jako Hope Van Dyne, córka Hanka Pyma i Janet Van Dyne, członek zarządu Pym Technologies, pomogła Crossowi przejąć firmę[10].
- Corey Stoll jako Darren Cross / Yellowjacket, były protegowany Pyma, który przejął firmę swojego mentora, Pym Technologies i stworzył podobną technologię zmniejszania się, którą nazwał „Yellowjacket”[10].
- Bobby Cannavale jako James Paxton, detektyw policji San Francisco i narzeczony Maggie[3].
- Michael Peña jako Luis, drobny kryminalista, kolega Langa z celi i członek jego ekipy[3].
- Tip „T.I.” Harris jako Dave, członek ekipy Langa, kierowca[3].
- Anthony Mackie jako Sam Wilson / Falcon, Avenger, weteran sił powietrznych, który został przeszkolony do walki w powietrzu przy użyciu specjalnych skrzydeł[11].
- Wood Harris jako Gale, oficer policji San Francisco i partner Paxtona[3].
- Judy Greer jako Maggie Lang, była żona Langa, matka Cassie i narzeczona Paxtona[3].
- David Dastmalchian jako Kurt, członek ekipy Langa, haker komputerowy pochodzący ze wschodniej Europy[3].
- Michael Douglas jako Hank Pym, były agent T.A.R.C.Z.Y., entomolog i fizyk, który został Ant-Manem w 1963 roku po odkryciu cząstek elementarnych, które pozwoliły na zmniejszanie się. Został mentorem Langa, który przejął jego rolę Ant-Mana[9].

Swoje role z poprzednich filmów franczyzy: Hayley Atwell jako Peggy Carter i John Slattery jako Howard Stark.
W filmie ponadto wystąpili: Abby Ryder Fortson jako Cassie, córka Langa i Maggie; Gregg Turkington jako Dale, manager Baskin-Robbins oraz Martin Donovan jako Mitchell Carson, były agent T.A.R.C.Z.Y. współpracujący z Hydrą.
W rolach cameo pojawili się: twórca komiksów Marvela, Stan Lee jako barman i Hayley Lovitt jako Janet Van Dyne / Osa, żona Pyma i matka Hope oraz w scenie po napisach Chris Evans jako Steve Rogers / Kapitan Ameryka i Sebastian Stan jako Bucky Barnes / Zimowy Żołnierz.

## Produkcja

### Rozwój projektu

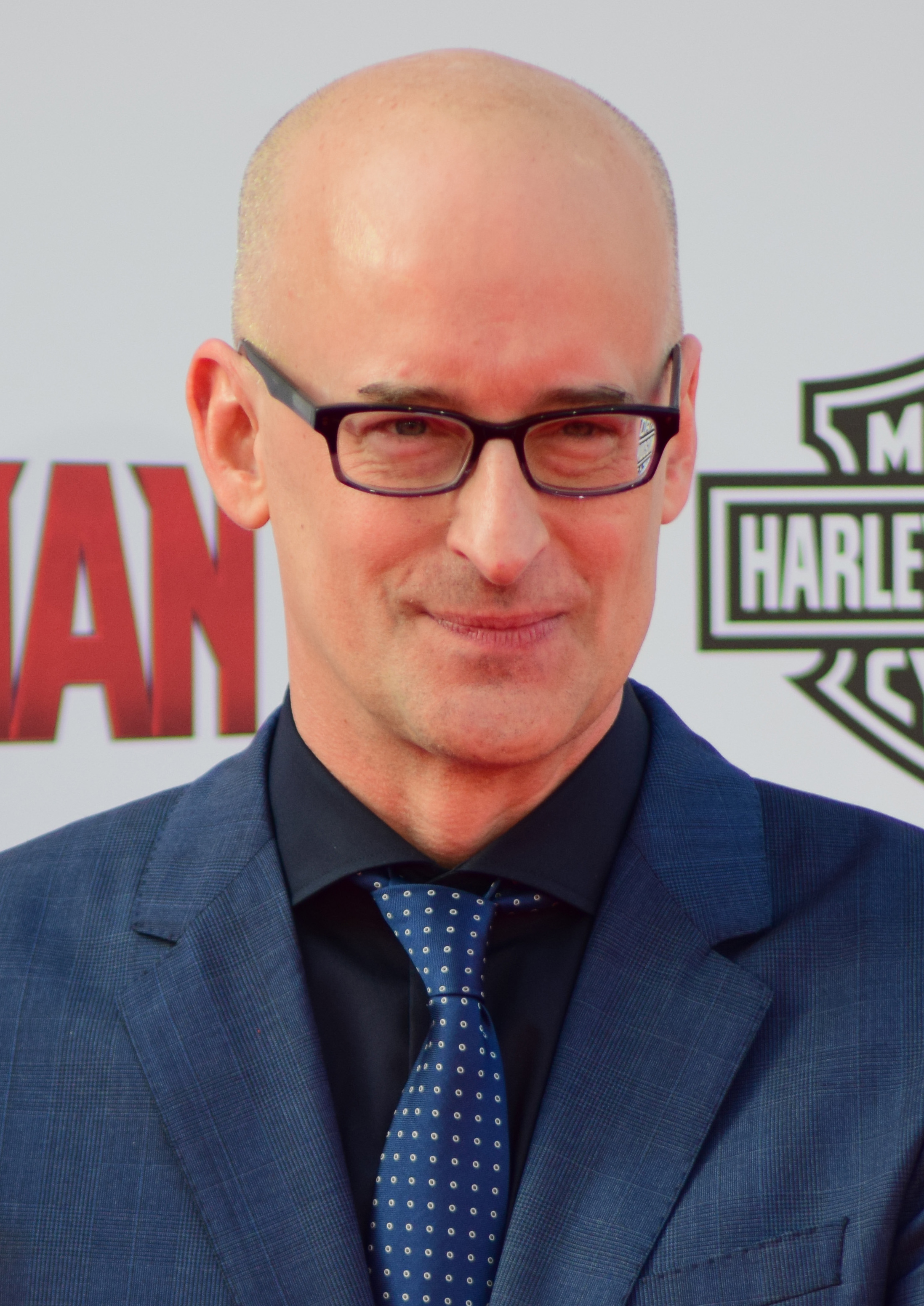
Peyton Reed, reżyser filmu

Pierwsze plany filmu pojawiły się w latach osiemdziesiątych, kiedy Stan Lee, twórca tej postaci, przedstawił pomysł New World Entertainment. W związku z tym, że Walt Disney Pictures rozwijało film oparty na podobnej koncepcji, Kochanie, zmniejszyłem dzieciaki, produkcja Ant-Mana nie doszła do skutku.
W 2003 roku Edgar Wright i Joe Cornish przygotowali zarys fabuły filmu dla Artisan Entertainment, które było właścicielem praw do adaptacji postaci w tym czasie. W kwietniu 2006 roku wytwórnia Marvel Studios zatrudniła Wrighta na stanowisku reżysera filmu. Przez następne lata scenariusz był wielokrotnie zmieniany.
W październiku 2012 roku Marvel Studios wyznaczyło amerykańską datę premiery filmu na 6 listopada w 2015 roku. W styczniu 2013 roku Kevin Feige poinformował, że film będzie należał do III Fazy Filmowego Uniwersum Marvela. Zdjęcia do filmu zostały zaplanowane na 2014 rok, a kompletowanie obsady na końcówkę 2013 roku. We wrześniu amerykańska data premiery filmu została przeniesiona na 31 lipca 2015 roku. W grudniu ujawniono, że zdjęcia do filmu realizowane będą w Atlancie w Stanach Zjednoczonych oraz ponownie zmieniono datę amerykańskiej premiery na 17 lipca 2015 roku.
23 maja 2014 roku poinformowano, że Wright zrezygnował z dalszej pracy przy projekcie ze względu na „różnice w wizji filmu”. Natomiast 7 czerwca studio ogłosiło, że reżyserem filmu będzie Peyton Reed, a poprawkami do scenariusza zajmie się Adam McKay. Podczas MarvelEvent, które odbyło się 28 października, Feige poinformował, że film jednak będzie kończyć II Fazę MCU, a nie jak wcześniej planowano, rozpoczynać III Fazę. W kwietniu 2015 roku poinformowano, że nad scenariuszem pracowali Wright, Cornish, McKay i Paul Rudd.

### Casting
W grudniu 2013 roku poinformowano, że tytułowego bohatera zagra Paul Rudd. W styczniu 2014 roku ujawniono, że Michael Douglas wystąpi w roli Hanka Pyma. W lipcu potwierdzono, że w filmie wystąpią Evangeline Lilly jako Hope Van Dyne i Corey Stoll jako Darren Cross. W sierpniu poinformowano, że do obsady dołączyli: Michael Peña, Bobby Cannavale, Abby Ryder Fortson, Judy Greer, David Dastmalchian, Gregg Turkington, Wood Harris i Tip „T.I.” Harris oraz John Slattery, który ponownie wcieli się w Howarda Starka.
W październiku ujawniono, że Martin Donovan zagra w filmie. W grudniu poinformowano, że Jordi Mollà zagra Castillo, jednak aktor nie pojawił się w ostatecznej wersji filmu. W marcu 2015 roku Hayley Atwell poinformowała, że powtórzy swoją rolę Peggy Carter, z poprzednich produkcji franczyzy. Na początku lipca ujawniono, że w filmie wystąpi Anthony Mackie jako Sam Wilson.

### Zdjęcia i postprodukcja
Zdjęcia do filmu rozpoczęły się 18 sierpnia 2014 roku w San Francisco pod roboczym tytułem Bigfoot.
Nakręcono wtedy sceny w dzielnicy Tenderloin i w Buena Vista Park. Pod koniec września produkcja przeniosła się do Pinewood Studios w Atlancie. Zdjęcia realizowano również w budynku State Archives w Atlancie, które posłużyło za siedzibę Pym Technologies. Prace na planie zakończyły się 5 grudnia. Za zdjęcia odpowiadał Russell Carpenter. Scenografią zajął się Shepherd Frankel, a kostiumy zaprojektowała Sammy Sheldon Differ. Entomolog Steven Kutcher instruował ekipę filmową, w jaki sposób filmować mrówki.
Za montaż filmu odpowiadali Dan Lebental i Colby Parker Jr.. Efekty specjalne przygotowały studia: Industrial Light & Magic, Lola VFX, Double Negative, Luma Pictures, Method Studios i The Third Floor, a odpowiadali za nie Jake Morrison i Dan Sudik.
Double Negative zajęło się scenami ze zmniejszonym Ant-Manem realizowanymi w skali macro i współpracowali nad tym z Industrial Light & Magic. ILM ponadto stworzyło scenę walki Ant-Mana z Falconem i scenę w wymiarze kwantowym. Lola VFX przygotowało scenę w 1989 roku, gdzie zajęło się efektami odmłodzenia Michaela Douglasa i Martina Donovana oraz postarzenia Hayley Atwell. Method Studios i Luma Pictures zajęły się scenami z mrówkami. Luma również pracowała nad scenami w budynku Pym Technologies.
25 czerwca 2015 roku Peyton Reed poinformował, że postprodukcja filmu została ukończona. Kevin Feige wyjawił w lipcu 2015 roku, że scena po napisach jest materiałem filmowym z kolejnego filmu Kapitan Ameryka: Wojna bohaterów w reżyserii braci Russo.

## Muzyka
W lutym 2014 roku poinformowano, że Steven Price skomponuje muzykę do filmu. Na początku czerwca Price zrezygnował zaraz po odejściu reżysera Edgara Wrighta. W styczniu 2015 roku ujawniono, że miejsce Price’a zajął Christophe Beck.
Album z muzyką Becka, zatytułowany Ant-Man Original Motion Picture Soundtrack, został wydany cyfrowo 17 lipca 2015 roku, a wersja na płyty CD 7 sierpnia tego samego roku przez Hollywood Records.
| Ant-Man Original Motion Picture Soundtrack – 2015 | Ant-Man Original Motion Picture Soundtrack – 2015 | Ant-Man Original Motion Picture Soundtrack – 2015 | Ant-Man Original Motion Picture Soundtrack – 2015 |
| Nr                                                | Tytuł utworu                                      | Muzyka                                            | Długość                                           |
| ------------------------------------------------- | ------------------------------------------------- | ------------------------------------------------- | ------------------------------------------------- |
| 1.                                                | „Theme from Ant-Man”                              | C. Beck                                           | 2:46                                              |
| 2.                                                | „Honey, I Shrunk Myself”                          | C. Beck                                           | 2:29                                              |
| 3.                                                | „Escape from Jail”                                | C. Beck                                           | 1:51                                              |
| 4.                                                | „Ant 247”                                         | C. Beck                                           | 1:13                                              |
| 5.                                                | „Paraponera Clavata”                              | C. Beck                                           | 1:24                                              |
| 6.                                                | „San Francisco, 1987”                             | C. Beck                                           | 2:37                                              |
| 7.                                                | „I’ll Call Him Antony”                            | C. Beck                                           | 2:50                                              |
| 8.                                                | „Tiny Telepathy”                                  | C. Beck                                           | 2:02                                              |
| 9.                                                | „First Mission”                                   | A. Silvestri, H. Jackman i C. Beck                | 3:23                                              |
| 10.                                               | „Signal Decoy”                                    | C. Beck                                           | 0:51                                              |
| 11.                                               | „Old Man Have Safe”                               | C. Beck                                           | 2:25                                              |
| 12.                                               | „Pym’s Lab”                                       | C. Beck                                           | 1:26                                              |
| 13.                                               | „Antfiltration”                                   | C. Beck                                           | 1:20                                              |
| 14.                                               | „Your Mom Died a Hero”                            | C. Beck                                           | 2:03                                              |
| 15.                                               | „Scott Surfs on Ants”                             | C. Beck                                           | 1:11                                              |
| 16.                                               | „The Water Main”                                  | C. Beck                                           | 1:14                                              |
| 17.                                               | „CrossTech Break-In”                              | C. Beck                                           | 1:47                                              |
| 18.                                               | „Into the Hornet’s Nest”                          | C. Beck                                           | 3:00                                              |
| 19.                                               | „Become the Hero”                                 | C. Beck                                           | 1:52                                              |
| 20.                                               | „Insecticide”                                     | C. Beck                                           | 2:51                                              |
| 21.                                               | „A Center for Ants!”                              | C. Beck                                           | 1:15                                              |
| 22.                                               | „Cross Gets Cross”                                | C. Beck                                           | 1:52                                              |
| 23.                                               | „Fight of the Bumblebee”                          | C. Beck                                           | 1:44                                              |
| 24.                                               | „Ants on a Train”                                 | C. Beck                                           | 1:43                                              |
| 25.                                               | „Small Sacrifice”                                 | C. Beck                                           | 3:36                                              |
| 26.                                               | „About Damn Time”                                 | C. Beck                                           | 0:39                                              |
| 27.                                               | „Tales to Astonish!”                              | C. Beck                                           | 1:47                                              |
| 28.                                               | „Borombon”                                        | Camilo Azuquita                                   | 2:49                                              |
| 29.                                               | „Escape”                                          | Roy Ayers                                         | 2:14                                              |
| 30.                                               | „I’m Ready”                                       | Commodores / Milan Williams                       | 3:20                                              |
| 31.                                               | „Pink Gorilla”                                    | HLM                                               | 3:46                                              |
|                                                   |                                                   |                                                   | 1:05:20                                           |

## Promocja

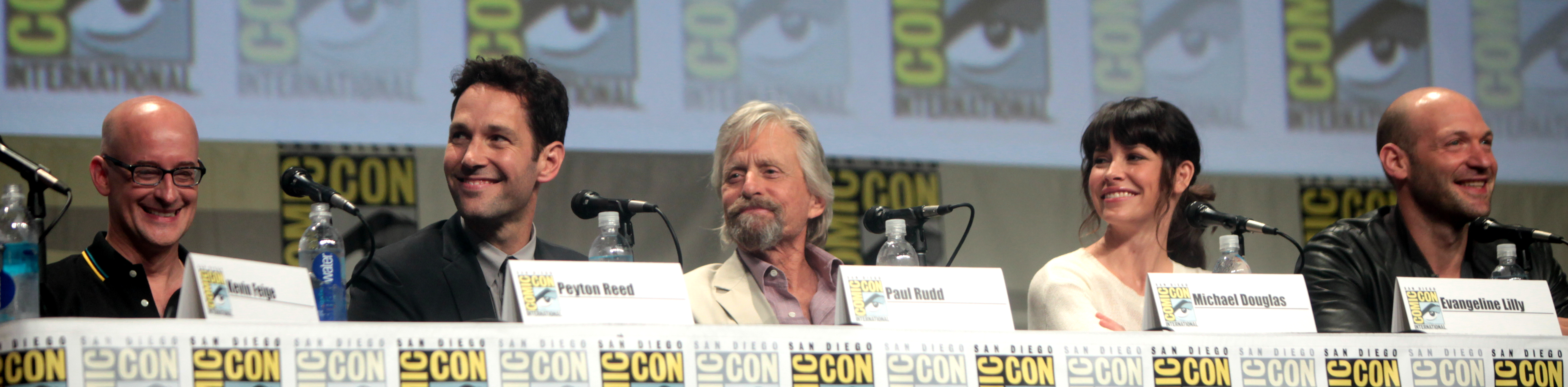
Obsada i reżyser filmu podczas San Diego Comic-Conu 2014

W marcu 2014 roku ABC wyemitowała godzinny program specjalny zatytułowany Marvel Studios: Assembling a Universe, który zawierał zapowiedź filmu i szkice koncepcyjne nowych postaci. Kevin Feige, Peyton Reed, Paul Rudd, Michael Douglas, Evangeline Lilly i Corey Stoll pojawili się podczas panelu studia na San Diego Comic-Conie. W listopadzie ABC wyemitowało kolejny program specjalny zatytułowany Marvel 75 Years: From Pulp to Pop!, w którym zaprezentowano materiały zza kulis produkcji filmu.
2 stycznia 2015 roku został zaprezentowany „mrówczej” wielkości teaser filmu. Tego samego dnia studio wypuściło tę samą zapowiedź w standardowej wielkości. 6 stycznia 2015 roku w trakcie dwugodzinnej premiery serialu Agentka Carter, wyemitowano pierwszy zwiastun filmu. Został on obejrzany 29 milionów razy w ciągu trzech dni. W kwietniu zaprezentowano drugi zwiastun filmu. 11 czerwca pokazano serię plakatów, gdzie Ant-Manowi towarzyszą: zbroja Iron Mana, tarcza Kapitana Ameryki i Mjølner Thora.
Komiksy powiązane / Przewodniki
4 lutego i 4 marca 2015 roku Marvel Comics wydało dwu-zeszytowy komiks powiązany Marvel’s Ant-Man Prelude, za którego scenariusz odpowiadał Will Corona Pilgrim, a za rysunki Miguel Sepulveda. 3 marca 2015 roku pojawił się kolejny, zatytułowany Marvel’s Ant-Man – Scott Lang: Small Time, ze scenariuszem stworzonym również przez Pilgrima i z rysunkami autorstwa Wellintona Alvesa i Daniela Govara. Natomiast 24 czerwca wydany został nieoficjalny komiks, Ant-Man: Larger Than Life, za którego scenariusz ponownie odpowiadał Pilgrim, a za rysunki Andrea Divito.
25 maja 2016 roku został wydany cyfrowo Guidebook to the Marvel Cinematic Universe: Marvel’s Ant-Man, który zawiera fakty dotyczące filmu, porównania do komiksów oraz informacje produkcyjne . 13 grudnia 2017 roku udostępniono drukiem wydanie zbiorcze, zatytułowane Marvel Cinematic Universe Guidebook: The Good, The Bad, The Guardians, w którym znalazła się także treść tego przewodnika.
WHiH NewsFront with Christine Everhart
2 lipca 2015 roku za pośrednictwem portalu YouTube studio rozpoczęło kampanię viralową. Zaprezentowano materiał zapowiadający fikcyjny program informacyjny „NewsFront with Christine Everhart” wyprodukowany przez Marvel Studios oraz Google, gdzie Leslie Bibb powraca do roli Christine Everhart z filmów Iron Man i Iron Man 2. „NewsFront” jest programem fikcyjnej stacji telewizyjnej o nazwie WHIH, która pojawia się w produkcjach Filmowego Uniwersum Marvela. Kolejne materiały pojawiły się 7, 11, 13 i 16 lipca. W materiałach tych są: wiadomości prowadzone przez Everhart, jej wywiad z Langiem, nagranie z kamer ochrony z włamaniem Langa do VistaCorp oraz wywiad przeprowadzony przez Jamesa Rondella z Darrenem Crossem dla WIRED Insider.

## Wydanie

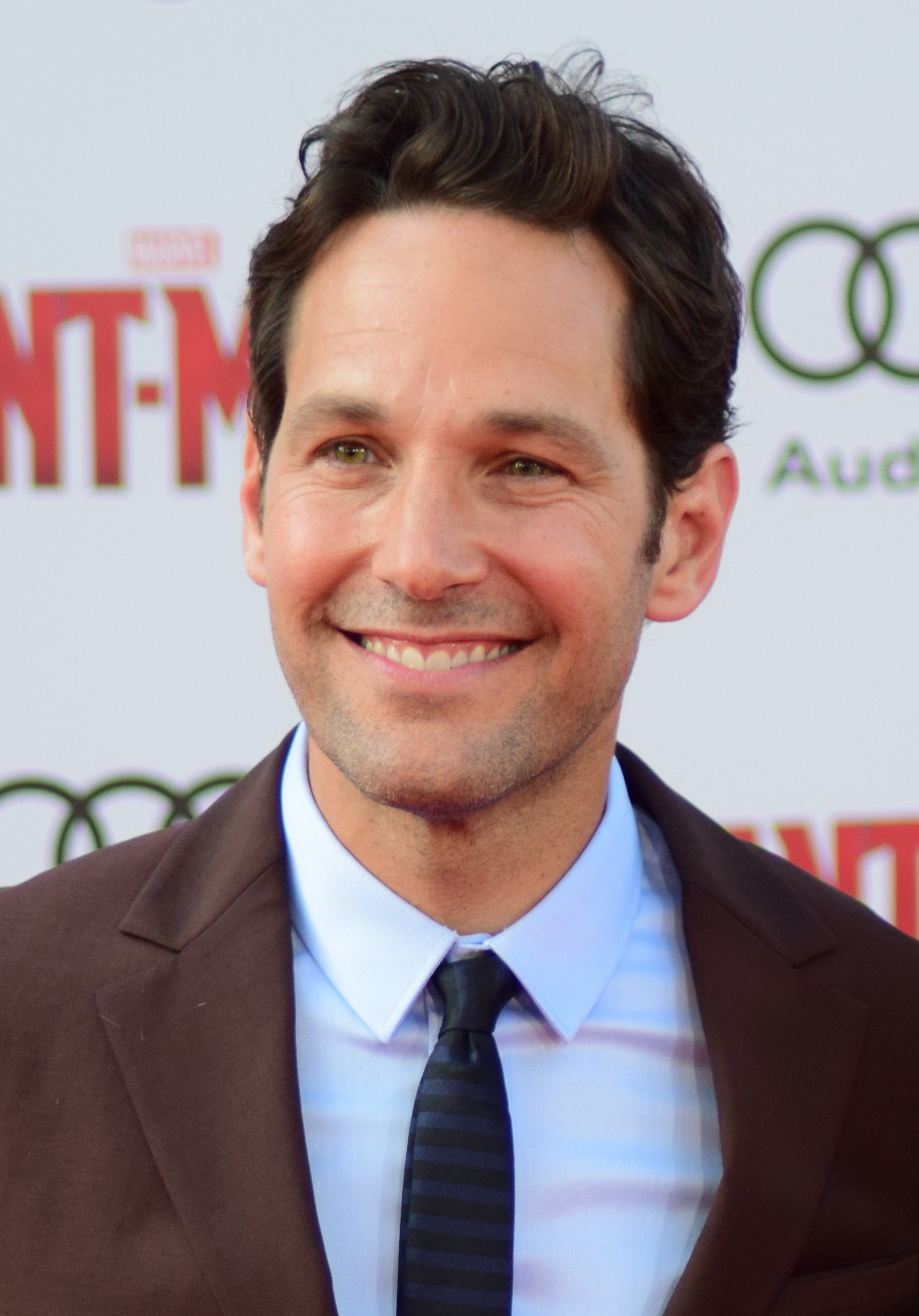
Paul Rudd podczas światowej premiery w Los Angeles

Światowa premiera filmu Ant-Man odbyła się 29 czerwca 2015 roku w Dolby Theatre w Los Angeles. W wydarzeniu uczestniczyła obsada i ekipa produkcyjna filmu, oraz zaproszeni specjalni goście. Premierze tej towarzyszył czerwony dywan oraz szereg konferencji prasowych. 14 lipca Ant-Man został pokazany na otwarcie Fantasia International Film Festival.
Film zadebiutował dla szerszej publiczności 14 lipca 2015 roku film miał premierę we Francji. Dzień później, 15 lipca rozpoczęło się wyświetlanie filmu w kolejnych trzech krajach: w Belgii, w Egipcie i na Filipinach. Między innymi w Stanach Zjednoczonych, Kanadzie, Wielkiej Brytanii, Meksyku, Rosji i Polsce zadebiutował 17 lipca. Na samym końcu pojawił się w Chinach, 16 października.
Początkowo amerykańska premiera była zapowiedziana na 6 listopada w 2015 roku. Była dwukrotnie przesuwana, początkowo na 31 lipca 2015 roku, a później na 17 lipca.
Film został wydany cyfrowo w Stanach Zjednoczonych 17 listopada 2015 roku przez Walt Disney Studios Home Entertainment, a 8 grudnia tego samego roku na nośnikach DVD i Blu-ray. W Polsce został on wydany 27 listopada tego samego roku przez Galapagos. Wersja Blu-ray zawiera WHiH NewsFront wśród materiałów dodatkowych.
8 grudnia 2015 roku został wydany również w 13-dyskowej wersji kolekcjonerskiej Marvel Cinematic Universe: Phase Two Collection, która zawiera 6 filmów Fazy Drugiej, a 15 listopada 2019 roku w specjalnej wersji zawierającej 23 filmy franczyzy tworzące The Infinity Saga.

## Odbiór

### Box office
Ant-Man, mając budżet wynoszący 130 milionów dolarów, w pierwszym tygodniu zarobił na świecie ponad 133 miliony dolarów, z czego ponad 57 milionów w Stanach Zjednoczonych i Kanadzie. Jego łączny przychód z biletów na świecie osiągnął prawie 520 milionów dolarów, z czego w Stanach Zjednoczonych i Kanadzie to ponad 180 milionów.
Wśród największych rynków znalazły się: Chiny (105,4 miliona), Wielka Brytania (25,2 miliona), Korea Południowa (21,1 miliona), Meksyk (15,1 miliona), Francja (13,6 miliona) i Brazylia (12,4 miliona). W Polsce w weekend otwarcia film zarobił ponad 266 tysięcy dolarów, a w sumie ponad 1,3 miliona dolarów.

### Krytyka w mediach
Film spotkał się z przeważnie pozytywną reakcją krytyków. W serwisie Rotten Tomatoes 83% z 330 recenzji uznano za pozytywne, a średnia ocen wystawionych na ich podstawie wyniosła 6,9/10. Na portalu Metacritic średnia ważona ocen z 44 recenzji wyniosła 64 punktów na 100. Natomiast według serwisu CinemaScore, zajmującego się mierzeniem atrakcyjności filmów w Stanach Zjednoczonych, publiczność przyznała mu ocenę A w skali od F do A+.
Kenneth Turan z „Los Angeles Times” napisał: „Zabawny w nieoczekiwany sposób i ozdobiony w autentycznym poczuciem humoru”. A.O. Scott z „The New York Times” powiedział: „Ten film jest zadowalającym dziełem trutnia z coraz większej kolonii Marvel-Disney”. Catherine Shoard z „The Guardian” stwierdziła: „Ant-Man jest pełny bałaganu i zamętu, nawiedzany przez ducha [Edgara Wrighta], wyprodukowany przez wysokiej klasy fabrykę hot dogów, na przemian przyprawia o zawroty głowy i otępia”. Justin Chang z „Variety” napisał: „Z pewnością wielbiciele Marvela roić się będą przy tym ostatniej pozycji w tym, co firma nazwała Fazą Drugą trwającego i w dużej mierze udanego planu kolonizacji znanego filmowego wszechświata”. Kim Newman z „Empire Magazine” stwierdziła: „Ant-Man to nie tylko przewiewny heist film o superbohaterach, ale także najnowszy z serii filmów o kurczących się ludziach, który zaprezentował najnowocześniejsze efekty”. Todd McCarthy z „The Hollywood Reporter” napisał: „Jeśli nie masz młota Thora, masy Hulka, determinacji Kapitana Ameryki lub wiedzy Iron Mana, co ma zrobić Avenger? Odpowiedź udzielona przez Ant-Mana to stać się małym, mniejszym niż paznokieć Czarnej Wdowy i emanować dobrym poczuciem humoru, to jest właśnie to, co unosi ten najnowszy nabytek w Filmowego Uniwersum Marvela”.
Jakub Popielecki z portalu Filmweb stwierdził: „Marvel zazwyczaj podkręca skalę trzeciego aktu tak bardzo, że efekt jest znieczulający. Tutaj na odwrót: mamy końcówkę w skali mikro. Dzięki temu ciepli, sympatyczni Rudd i Douglas pozostają w centrum uwagi. Są ważniejsi niż bezosobowe fajerwerki komputerowej grafiki, ważniejsi niż cała reszta uniwersum Marvela. To właściwa kolejność: w końcu to film o Ant-Manie...”. Darek Kuźma z portalu Onet.pl napisał, że: „W trakcie seansu trudno się nie zastanawiać, jak wyglądałby Ant-Man w reżyserii Edgara Wrighta, natomiast wersja, pod którą podpisał się Peyton Reed, jest produkcją nad wyraz udaną. Filmowe uniwersum Marvela zyskało nowego, ekscytującego bohatera”. Jakub Armata z serwisu Stopklatka.pl ocenił: „Mały, ale wariat – to jedno z haseł promujących najnowszy film ze stajni Marvela. I choć początkowo może się wydać ono nieco infantylne, po projekcji trudno na dobrą sprawę o lepsze jednozdaniowe podsumowanie Ant-Mana. Produkcji, która rodziła się w bólach i nie stroniła od brudnych, zakulisowych rozgrywek, przez co nic nie wskazywało na to, że ekranowy efekt okaże się tak... dobry”. Marcin Zwierzchowski z tygodnika „Polityka” napisał: „Ant-Man to film, którego twórcy chyba za bardzo odczuli ciężar uniwersum Marvela, bo bardzo się starali. Momentami za bardzo – sporo jest humoru trafionego, dobrze wypada zwłaszcza Rudd, ale nie brakuje scen na siłę komediowych, gdzie żart nie pasuje do filmu, ale widać tu piętno stylu całej serii. W sumie najnowszy obraz Marvela jest bardzo nierówny – błyski geniuszu mieszają się tu z momentami nudy. Przede wszystkim zabrakło zaś jakiegoś wyjścia poza schemat, jakiejś nowej wartości w tej wielkiej komiksowej opowieści – zamiast tego dostaliśmy ścieżkę The Best of, która może i jest przyjemna, ale to w sumie odgrzewany kotlet”.

### Nagrody i nominacje
| Rok  | Ceremonia                               | Kategoria                      | Nominowani                                          | Rezultat  | Przypis       |
| ---- | --------------------------------------- | ------------------------------ | --------------------------------------------------- | --------- | ------------- |
| 2015 | Teen Choice Awards                      | Aktor lata                     | Paul Rudd                                           | Nominacja | [ 89 ]        |
| 2015 | Teen Choice Awards                      | Aktorka lata                   | Evangeline Lilly                                    | Nominacja | [ 89 ]        |
| 2016 | Critics’ Choice Awards                  | Najlepszy aktor w filmie akcji | Paul Rudd                                           | Nominacja | [ 90 ]        |
| 2016 | Amerykańskie Stowarzyszenie Montażystów | Najlepszy montaż komedii       | Dan Lebental, Colby Parker Jr                       | Nominacja | [ 91 ]        |
| 2016 | Nagroda Brytyjskiej Akademii Filmowej   | Najlepsze efekty specjalne     | Jake Morrison, Greg Steele, Dan Sudick, Alex Wuttke | Nominacja | [ 92 ]        |
| 2016 | Kids’ Choice Awards                     | Ulubiony film                  | Ant-Man                                             | Nominacja | [ 93 ]        |
| 2016 | Empire Awards                           | Najlepsza komedia              | Ant-Man                                             | Nominacja | [ 94 ]        |
| 2016 | Empire Awards                           | Najlepsze efekty specjalne     | Ant-Man                                             | Nominacja | [ 94 ]        |
| 2016 | MTV Movie Awards                        | Najlepszy bohater              | Paul Rudd                                           | Nominacja | [ 95 ]        |
| 2016 | Saturn Awards                           | Najlepsza adaptacja komiksu    | Ant-Man                                             | Wygrana   | [ 96 ] [ 97 ] |
| 2016 | Saturn Awards                           | Najlepszy aktor                | Paul Rudd                                           | Nominacja | [ 96 ] [ 97 ] |
| 2016 | Saturn Awards                           | Najlepszy aktor drugoplanowy   | Michael Douglas                                     | Nominacja | [ 96 ] [ 97 ] |
| 2016 | Saturn Awards                           | Najlepsza aktorka drugoplanowa | Evangeline Lilly                                    | Nominacja | [ 96 ] [ 97 ] |
| 2016 | Saturn Awards                           | Najlepsza reżyseria            | Peyton Reed                                         | Nominacja | [ 96 ] [ 97 ] |
| 2016 | Saturn Awards                           | Najlepszy montaż               | Colby Parker Jr., Dan Lebental                      | Nominacja | [ 96 ] [ 97 ] |

## Kontynuacje
W październiku 2015 roku studio oficjalnie zapowiedziało kontynuację. W listopadzie poinformowano, że Peyton Reed powróci na stanowisku reżysera. Scenariusz napisali Chris McKenna, Erik Sommers, Andrew Barrer, Gabriel Ferrari i Paul Rudd. Ant-Man i Osa miał premierę w 2018 roku, a tytułowe role zagrali Rudd i Evangeline Lilly. Obok nich w głównych rolach wystąpili: Michael Peña, Walton Goggins, Bobby Cannavale, Judy Greer, Tip „T.I.” Harris, David Dastmalchian, Hannah John-Kamen, Abby Ryder Fortson, Randall Park, Michelle Pfeiffer, Laurence Fishburne i Michael Douglas.
Rudd, Lilly, Pfeiffer, Douglas i Emma Fuhrmann jako nastoletnia Cassie Lang wystąpili w Avengers: Koniec gry w 2019 roku.
W lipcu 2018 roku Reed poinformował, że rozmawiał już z Marvel Studios na temat potencjalnej kontynuacji filmu Ant-Man i Osa. W listopadzie 2019 roku potwierdzono, że powróci on na stanowisku reżysera. W kwietniu 2020 roku poinformowano, że scenariusz napisze Jeff Loveness. W grudniu ujawniono tytuł filmu Ant-Man i Osa: Kwantomania. W głównych rolach powrócili: Rudd, Lilly, Pfeiffer, Douglas i Peña, a dołączyli do nich Kathryn Newton, która zastąpi Fuhrmann w roli Cassie oraz Jonathan Majors jako Kang Zdobywca. Premiera filmu miała miejsce w 2023 roku.